# Crise da Abissínia
A Crise da Abissínia foi uma crise internacional ocorrida durante o período entre-guerras originária do "incidente de Walwal". Este incidente resultou no conflito entre a Itália e a Etiópia. Seus efeitos minaram a credibilidade da Liga das Nações e incentivaram a Itália fascista a aliar-se com a Alemanha nazista. A crise pôs fim a paz e ficou claro em 1937 que havia dois lados definidos na Europa.

## Antecedentes

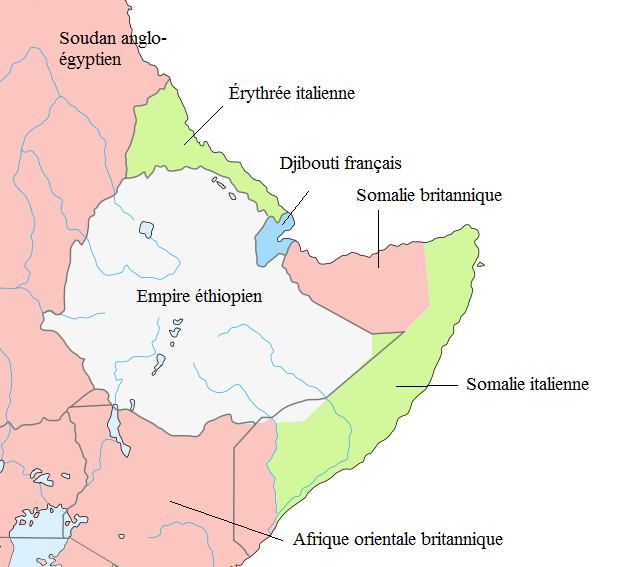
Chifre da África na década de 1930: em branco está o Império Etíope e em verde as colônias italianas.

Tanto a Itália e como a Abissínia eram membros da Liga das Nações, que foi fundada em 1919. A Itália era um dos membros fundadores da Liga. A Etiópia se juntou em 28 de setembro de 1923, sete anos após Haile Selassie I ser nomeado Ras Tafarai Makonnen, chefe de Estado. A Liga possuía o Artigo X, cujas normas proíbem a agressão entre os membros.
Em 6 de agosto de 1928, além de cumpridores do artigo X, a Itália e a Etiópia assinaram o Tratado de Amizade Ítalo-Etíope. Este tratado declarou uma amizade de 20 anos entre as duas nações. Em 27 de agosto do mesmo ano, a Itália e a Etiópia assinaram o Pacto Kellogg-Briand, um tratado internacional "que prevê a renúncia à guerra como instrumento de política nacional".
Em 1930, a Itália construiu um forte em Walwal, um oásis no Ogaden. O forte estava em uma zona de fronteira entre as nações, que não foi bem definida, atualmente está a cerca de 150 km no interior da Etiópia. Em 29 de setembro de 1934, a Itália e a Abissínia publicaram uma declaração conjunta renunciando a qualquer agressão entre si.

## Incidente de Walwal
Em 22 de novembro de 1934, uma força de 1 000 milicianos etíopes com três fitaurari (comandantes político-militares etíopes) chegou próximo a Walwal e pediu formalmente que a guarnição de dubats ali estacionada (compreendendo cerca de 60 soldados) se retirasse da área.  Um suboficial somali que liderava a guarnição se recusou a retirar e alertou o Capitão Cimmaruta, comandante da guarnição de Uarder, a 20 km de distância, sobre o que tinha acontecido.
No dia seguinte, no decorrer da agrimensura da fronteira entre a Somalilândia Britânica e a Etiópia, uma comissão de fronteira anglo-etíope chegou ao Walwal. A comissão foi confrontada por uma força italiana recém-chegada. Os membros britânicos da comissão de fronteiras protestaram, mas retiraram-se para evitar um incidente internacional. Os membros etíopes da comissão de fronteira, no entanto, ficaram em Walwal.
Entre 5 e 7 de dezembro, por razões que nunca foram claramente determinadas, houve um confronto entre a guarnição de somalis, que estavam a serviço italiano, e uma força de etíopes armados. De acordo com os italianos, os etíopes atacaram os somalis com rifles e metralhadoras. De acordo com os etíopes, os italianos atacaram, apoiados por dois tanques e três aeronaves.  No final, cerca de 107 etíopes  e 50 italianos e somalis foram mortos.
Nenhum dos lados fez nada para evitar o confronto, os etíopes ameaçaram repetidamente a guarnição italiana, com a ameaça de um ataque armado, e os italianos enviaram dois aviões sobre o acampamento etíope com alguns tiros de metralhadora.

## Resposta internacional e ações subsequentes
Em 6 de dezembro de 1934, o Imperador Haile Selassie da Etiópia protestou contra a agressão italiana em Walwal. Em 8 de dezembro, a Itália exigiu um pedido de desculpas e, em 11 de dezembro deu seguimento a esta demanda e outra para uma compensação financeira e estratégica.
Em 3 de janeiro de 1935, a Etiópia apelou à Liga das Nações à arbitragem do litígio decorrente do incidente de Walwal. Mas a resposta da Liga não foi conclusiva. Uma análise posterior por uma Comissão de Arbitragem da Liga das Nações absolveu ambas as partes de qualquer culpa pelo que aconteceu.
Logo após o apelo inicial da Etiópia, o ministro das Relações Exteriores da França Pierre Laval e o ministro das Relações Exteriores do Reino Unido Samuel Hoare reuniram-se com o ditador italiano Benito Mussolini, em Roma.
Em 7 de janeiro de 1935, uma reunião entre Laval e Mussolini resultou no "Acordo Franco-Italiano". Este tratado deu a Itália partes da Somália Francesa (atual Djibouti), redefiniu o status oficial dos italianos na Tunísia francesa, e principalmente deu aos italianos carta branca para lidar com a Etiópia. Em troca, a França esperava apoio italiano contra uma agressão alemã.
Em 25 de janeiro, cinco askaris italianos foram mortos pelas forças etíopes próximas à Walwal.
Em 10 de fevereiro de 1935, Mussolini mobilizou duas divisões. No dia 23, Mussolini começou a enviar um grande número de tropas para a Eritreia e a Somália Italiana, que eram as colônias italianas que delimitavam com a Etiópia ao nordeste e sudeste, respectivamente. Houve pouco protesto internacional em resposta a esta escalada.
Em 8 de março, a Etiópia novamente solicitou arbitragem e constatou uma escalada militar italiana. Em 13 de março, a Itália e a Etiópia concordaram em uma zona neutra em Ogaden. Em 17 de março, em resposta à contínua escalada italiana, a Etiópia novamente apelou para a Liga para obter ajuda. Em 22 de março, os italianos cederam à pressão da Liga das Nações em submeter à arbitragem os litígios decorrentes do incidente de Walwal, mas continuaram a mobilizar as suas tropas na região. Em 11 de maio, a Etiópia novamente protestou contra a mobilização italiana em curso.
Entre 20 e 21 de maio, a Liga das Nações realizou uma sessão especial para discutir a Crise Etíope. Em 25 de maio, um conselho da Liga decidiu que iria encontrar se não houvesse um quinto árbitro selecionado até 25 de junho, ou se caso um acordo não fosse alcançado em 25 de agosto. Em 19 de junho, a Etiópia solicitou observadores neutros.
De 23 a 24 de junho, o Reino Unido tentou acabar com a crise enviando o Sub-Secretário de Estado das Relações Exteriores Anthony Eden para tentar mediar um acordo de paz. A tentativa não teve êxito, e ficou claro que Mussolini pretendia a conquista. Em 25 de julho, a Grã-Bretanha impôs um embargo à venda de armas para a Itália e a Etiópia. Muitos historiadores acreditam que o embargo foi uma resposta ao decreto da Itália de que consideraria a venda de armas para a Etiópia como um ato de hostilidade para com a Itália. A Grã-Bretanha também removeu seus navios de guerra do Mediterrâneo, permitindo a Itália um maior acesso sem impedimentos para a África Oriental.
Em 25 de junho, as autoridades italianas e etíopes se reuniram em Haia para discutir a arbitragem. A 9 de julho, essas discussões haviam desmoronado.
Em 26 de julho, a Liga confirmou que nenhum quinto membro do painel de arbitragem foi selecionado. Em 3 de agosto, a Liga limita as negociações de arbitragem para assuntos diferentes da soberania de Walwal.
Em 12 de agosto, a Etiópia pediu que o embargo de armas fosse levantado. Em 16 de agosto, a França e a Grã-Bretanha ofereceram a Itália grandes concessões na Etiópia para tentar evitar a guerra, mas a Itália rejeitou as ofertas. Em 22 de agosto, a Grã-Bretanha reafirmou seu compromisso com o embargo de armas.
Em 4 de setembro, a Liga se reuniu novamente e absolveu a Itália e a Etiópia de qualquer culpa no incidente de Walwal, com o fundamento de que cada nação acreditara que Walwal estava dentro de suas próprias fronteiras territoriais. Em 10 de setembro, Pierre Laval, Anthony Eden, e até mesmo Sir Samuel Hoare concordaram com as limitações para as sanções contra a Itália.
Em 25 de setembro, a Etiópia novamente pediu por observadores neutros.
Em 27 de setembro, o parlamento britânico, liderado por Konni Zilliacus, autorizou por unanimidade a imposição de sanções contra a Itália caso continuasse sua perseguição contra a Etiópia.
Em 28 de setembro, a Etiópia começou a mobilizar seu grande, porém mal equipado exército.

## A guerra e a ocupação
Em 3 de outubro de 1935, pouco depois de a Liga absolver ambas as partes no incidente de Walwal, as forças armadas da Eritreia Italiana invadiram a Etiópia sem uma declaração de guerra, o que levou a Etiópia a declarar guerra à Itália, começando assim a Segunda Guerra Ítalo-Abissínia.
Em 7 de outubro, a Liga das Nações declarou a Itália como sendo o agressor, e iniciou-se um lento processo de imposição de sanções à Itália. As sanções foram limitadas, no entanto; não proibiam o fornecimento de diversos materiais vitais, como o petróleo, e não foram feitas por todos os membros da Liga. O apoio internacional para as sanções a esta altura estava a um nível reduzido. Os Estados Unidos, exasperado com a omissão da Liga das Nações, na verdade, aumentou suas exportações para a Itália, e o Reino Unido e a França não tomaram qualquer ação séria contra a Itália (como o bloqueio de acesso italiano para o Canal de Suez).
Até mesmo a utilização pela Itália de armas químicas e outras ações que violaram as normas internacionais representaram pouco para alterar a atitude passiva da Liga para a situação.
Em dezembro de 1935, Hoare da Grã-Bretanha e Laval da França propuseram o secreto Plano Hoare-Laval, que teria terminado com a guerra, mas permitiria que a Itália controlasse grandes áreas da Etiópia. Mussolini concordou com o plano; mas este causou um clamor na Grã-Bretanha e França, quando foi vazado para a imprensa. Hoare e Laval foram acusados de trair os abissínios, e ambos renunciaram. O plano foi abandonado, mas a percepção que se espalhou foi que a Inglaterra e a França não eram sérios acerca dos princípios da Liga. A guerra continuou, e Mussolini voltou-se para o ditador alemão Adolf Hitler para uma aliança.
Todas as sanções que tinham sido implementadas pela Liga foram retiradas após a captura italiana da capital etíope de Addis Abeba em 5 de maio de 1936. A Etiópia foi, então, fundida com as outras colônias italianas para se tornar a África Oriental Italiana (Africa Orientale Italiana ou AOI).
A Etiópia oficialmente jamais se rendeu, e o controle italiano da Etiópia nunca foi total, devido a contínua atividade guerrilheira (que os britânicos utilizariam posteriormente em seu benefício durante a Segunda Guerra Mundial). No entanto, em 1940, a Itália estava no controle completo de três quartos do país.

## Consequências
O fim da África Oriental Italiana veio rapidamente durante a Segunda Guerra Mundial. No início de 1941, como parte da Campanha da África Oriental, as forças aliadas lançaram ações ofensivas contra a isolada colônia italiana. Em 5 de maio de 1941, cinco anos após os italianos terem capturado sua capital, o Imperador Haile Selassie entrou em Addis Ababa em triunfo. A Itália seria derrotada logo depois.